# 양도담보
양도담보(讓渡擔保)는 채권담보의 목적으로 물건의 소유권(또는 기타의 재산권)을 채권자에게 이전하고, 채무자가 이행하지 아니한 경우에는 채권자가 그 목적물로부터 우선변제를 받게 되지만, 채무자가 이행을 하는 경우에는 목적물을 다시 원소유자에게 반환함으로써 채권을 담보하는 비전형담보이다.:718
질권이나 저당권과는 달라서 민법에 규정이 없다. 말하자면 사회의 실제 거래 가운데서 생기며 판례가 인정하고 있는 제도이다. 예를 들어, 금전대차에 있어서 양도 담보는 담보 목적물의 소유권을, 금전을 융자하는 자(채권자)에게 이전하고 일정 기간 후에 융자금을 반환하면 목적물의 소유권이 처음과 같이 융자를 받는 자(채무자)에게 돌아간다는 약속을 하는 것이다.
매도담보(賣渡擔保)와 유사한 것이지만, 양도담보는 금전대차의 형식을 취하여 융자한 자는 융자를 받은 자에게 융자금의 반환을 청구할 수 있다는 점에서 매도담보와는 다르다. 또한 금전대차에 있어서 양도담보나 매도담보 중 어느 방식을 택할 것인가를 확실히 약속해야 되나, 불명한 경우에는 약속 내용으로부터 추단되는 당사자의 의사에 따르는 것이 가능하다. 그것도 불명확한 경우에는 양도담보로 보는 것이 보통이다. 양도담보의 목적물은 양도되는 재산권(당좌대월계약)이면 무엇이든지 가능하다.
민법상 저당에 넣을 수 없는 동산이나 집합물(集合物)이라도 가능. 담보의 목적물이 불가항력으로 소실되면 그 손해는 융자를 받은 자가 부담한다. 담보물을 채권자에게 인도하느냐 그렇지 않으면 채무자의 수중에 두느냐 하는 문제는 당사자들이 자유로이 정하면 되는데 채무자의 수중에 놓고서 사용하는 경우가 압도적으로 많다. 채무자가 융자금을 변제하지 아니할 경우, 질권이나 저당권에서는 채권자는 목적물을 경매에 붙이는 등의 귀찮은 절차가 필요하며 그것 때문에 다액의 비용이 든다. 그러나 양도담보에서는 자유롭고 간단하게 처치된다. 담보물을 매각하고 그 대금을 대여금(원금)과 이자에 충당한다. 또한 담보물을 상당한 금액으로 평가하여 자기의 것으로 한다. 그 잔액이 있으면 채무자에게 반환하고 부족한 금액이 있으면 그것을 청구할 수 있다. 더욱이 융자금의 반환기가 지나면 목적물의 소유권이 채권자에게 귀속하는 취지의 특약도 인정된다. 그러나 채무자로서는 차금보다도 목적물의 금액이 많을 경우에는 고가의 물건을 소액의 융자금 때문에 잃게 될 위험도 있어 이러한 경우에는 폭리행위로서 무효가 된다.
한편, 가등기 담보 등에 관한 법률의 제정으로 양도담보에도 민법 제104조와 별도로 다른 법적 규율을 받고 있으며, 정산절차를 거치지 않으면 채권자의 소유권 취득을 할 수 없게 규정하고 있다.

## 법적성질
양도담보의 법적성질에 대해서는 크게 신탁이라는 신탁적양도설과 담보물권이라는 담보물권설이 대립하고 있다.
- 독일의 신탁적양도설: 신탁법상 신탁과 완전히 동일하게 구성한다. 즉, 대내외적 소유권이 모두 수탁자에게 이전된다고 본다. 오늘날 독일, 스위스의 통설, 판례이다. 즉, 신탁법상 신탁과 민법상 신탁을 나누지 않고 모두 신탁법상 신탁으로 처리한다. 이에 따르면, 양도담보를 규정하는 실정법(신탁법)이 존재하게 된다.
- 한국의 신탁적양도설: 120년 전 독일의 신탁적양도설을 따르며, 신탁법상 신탁과는 다른, 민법상 신탁이 따로 존재한다고 주장한다. 즉, 민법상 신탁은 신탁법상 신탁과 달리, 대내외적 소유권 이전이 분리된다고 본다. 양도담보는 신탁법상 신탁이 아니라 민법상 신탁이며, 대내외적 소유권이 모두 수탁자에게 이전되는 강한 양도담보와, 대외적 소유권만 수탁자에게 이전되는 약한 양도담보로 나뉜다고 보며, 약한 양도담보가 원칙으로 추정된다고 한다. 오래된 판례이나, 대내외적으로 분리되는 소유권이라는 것이 과연 존재할 수 있느냐는 곽윤직 교수의 강력한 비판이 있다. 이에 따르면, 양도담보를 규정하는 실정법이 없다.
- 담보물권설: 곽윤직 교수가 대표적인 주장자이며, 대내외적 소유권이 모두 수탁자에게 이전되지 않는다고 본다. 이에 따르면, 양도담보를 규정하는 실정법이 없다.

## 소멸
채무가 변제되면 피담보채무는 소멸하므로 양도담보도 소멸한다. 동산의 경우에는 소유권은 당연히 복귀된다.:727

## 판례
가. 일반적으로 일단의 증감 변동하는 동산을 하나의 물건으로 보아 이를 채권담보의 목적으로 삼으려는 이른바 집합물에 대한 양도담보설정계약체결도 가능하며 이 경우 그 목적 동산이 담보설정자의 다른 물건과 구별될 수 있도록 그 종류, 장소 또는 수량지정 등의 방법에 의하여 특정되어 있으면 그 전부를 하나의 재산권으로 보아 이에 유효한 담보권의 설정이 된 것으로 볼 수 있다.
나. 양도담보계약서 중 양도물건목록에 소재지, 보관창고명과 목적물이 양만장 내 뱀장어, 수량 약 백만 마리라고 기재되어 있을 뿐이고 특별히 위 양만장 내의 뱀장어 중 1,000,000마리로 그 수량을 지정하여 담보의 범위를 제한한 사실이 인정되지 않는다면 위 양도담보계약서에 기재된 수량은 단순히 위 계약 당시 위 양만장 내에 보관하고 있던 뱀장어 등의 수를 개략적으로 표시한 것에 불과하고 당사자는 위 양만장 내의 뱀장어 등 어류전부를 그 목적으로 하였다고 봄이 당사자의 의사에 합치된다고 할 것이다.
다. 성장을 계속하는 어류일지라도 특정 양만장 내의 뱀장어 등 어류 전부에 대한 양도담보계약은 그 담보목적물이 특정되었으므로 유효하게 성립하였다고 할 것이다.
라. 집합물에 대한 양도담보권설정계약이 이루어지면 그 집합물을 구성하는 개개의 물건이 변동되거나 변형되더라도 한 개의 물건으로서 동일성을 잃지 아니하므로 양도담보권의 효력은 항상 현재의 집합물 위에 미치는 것이고, 따라서 양도담보권자가 담보권설정계약 당시 존재하는 집합물을 점유개정의 방법으로 그 점유를 취득하면 그 후 양도담보설정자가 그 집합물을 이루는 개개의 물건을 반입하였다 하더라도 그때마다 별도의 양도담보권설정계약을 맺거나 점유개정의 표시를 하여야 하는 것은 아니다.

## 같이 보기
- 신탁
- 유동집합물